# Scientia Marina
Scientia Marina (en español, ‘ciencia marina’) es una revista científica internacional dedicada a la oceanografía. Publica investigaciones en diversos campos relativos a dicha ciencia como la geología marina, la relación entre la biogeografía marina y las especies, la relación entre biología marina y ecología, oceanografía física y química, o pesca y pesca ecológica entre otros.
Publicada por la Editorial CSIC del Consejo Superior de Investigaciones Científicas, y gestionada en el Instituto de Ciencias del Mar de Barcelona en inglés, es la sucesora de la revista científica, creada en 1955, con el nombre de Investigación Pesquera.
Scientia Marina está incluida desde 1998 en el Science Citation Index.